# De reis om de maan
De reis om de maan (Frans: Autour de la Lune) is een sciencefictionroman van de Franse auteur Jules Verne. Het verhaal werd voor het eerst gepubliceerd in 1870, en is een direct vervolg op De la Terre à la Lune (Van de aarde naar de maan). Beide boeken zijn later ook samengevoegd tot De reis naar de maan.

## Inhoud
Na succesvol te zijn afgevuurd uit de enorme Columbiad, vliegt een kogelvormig projectiel met aan boord Barbicane, Nicholl en Michel Arden en twee honden recht op de maan af. De reis zal vijf dagen gaan duren. Onderweg passeert de groep een kleine meteoroïde die gegrepen is door de zwaartekracht van de aarde en nu een soort tweede maan geworden is. Een van de honden, Wachter, overleeft de start niet en zijn kadaver wordt overboord gegooid. Tot schrik van de bemanning begeleidt Wachter het projectiel op zijn verdere reis.
De astronauten ontdekken dat de zwaartekracht van de nieuwe maan het projectiel uit zijn baan heeft gebracht, waardoor ze niet op de maan zullen belanden maar in een baan eromheen. De heren besluiten er het beste van te maken en tijdens de cirkel om de maan zo veel mogelijk geografische observaties te doen. Door een ongelukje met de zuurstoftoevoer vallen ze ten prooi aan zuurstofvergiftiging waardoor ze zich als dronkaards gedragen tot de zuurstoftoevoer weer genormaliseerd is.
Het projectiel duikt over het noordelijk halfrond van de maan en belandt aan de schaduwzijde. De astronauten ervaren de intense kou van de schaduwzijde van de maan, totdat het projectiel aan de heldere zijde tevoorschijn komt. Ze naderen het zuidelijk halfrond. Vanuit het projectiel krijgt het drietal een spectaculair uitzicht op de Tycho, de grootste inslagkrater op de maan.
Terwijl ze het maanoppervlak observeren, bespreken de drie astronauten of er leven is op de maan. Ze concluderen dat de maan momenteel onbewoonbaar is, maar dat er misschien ooit leven was. Op dat moment heeft het projectiel zijn ronde volbracht en vliegt op het punt af waar de zwaartekracht van de aarde en de maan elkaar opheffen. Michel oppert om de raketten van het projectiel, die eigenlijk bedoeld waren om het projectiel af te remmen bij de maanlanding, te gebruiken om op dat punt alsnog koers naar de maan te zetten. De drie astronauten proberen dit, maar er wordt in de verkeerde richting geschoten. Het projectiel gaat weer in de richting van de aarde.
Vier dagen later ziet de bemanning van een marineschip iets in de oceaan vallen. Ze vermoeden dat het het projectiel is. Meer dan twee weken verstrijken met het voorbereiden en uitvoeren van een zoekactie op de bodem. Uiteindelijk blijkt het projectiel een eind verderop te drijven op het water. De bemanning is ongedeerd, en wordt terug op de wal gehuldigd.

## Onjuistheden
Het boek bevat een aantal zaken die niet kunnen:
- Door de hoge versnelling in het kanon zouden de ruimtevaarders bij de start al gedood zijn.
- Door de hoge snelheid bij de start zou het projectiel direct in de atmosfeer verbrand zijn.
- Tijdens de reis openen de reizigers het luik om afval en het lijk van hun hond Wachter overboord te zetten. Als ze het luik tegen de luchtdruk in al open hadden kunnen krijgen, dan zou onmiddellijk alle lucht in de capsule verdwenen zijn.
- Tijdens de reis voelen de ruimtevaarders de zwaartekracht van de aarde - en later van de maan. Alleen in het punt waar de zwaartekracht van de aarde en de maan elkaar opheffen zijn ze gewichtloos. In werkelijkheid zouden ze vrijwel de hele reis gewichtloos zijn. In strijd daarmee is dat overboord gezet afval en een dode hond met de capsule meevliegen, en dat zou kunnen (hoewel het waarschijnlijker is dat ze afdrijven).
- Bij terugkeer op aarde zou de capsule in de atmosfeer verbrand zijn.
- De ruimtevaarders kwamen ongedeerd op zee neer. In werkelijkheid is bij zo'n hoge snelheid ook water keihard.